# Qualificazioni al campionato europeo femminile di pallavolo 2023
Le qualificazioni al campionato europeo femminile di pallavolo 2023 si sono svolte dal 20 agosto all'11 settembre 2022: al torneo hanno partecipato ventiquattro squadre nazionali europee e dodici si sono qualificate al campionato europeo 2023.

## Regolamento

### Formula
La formula ha previsto una fase a gironi, disputata con girone all'italiana, con gare di andata e ritorno: le prime due classificate di ogni girone si sono qualificate per il campionato europeo 2023.

### Criteri di classifica
Se il risultato finale è stato di 3-0 o 3-1 sono stati assegnati 3 punti alla squadra vincente e 0 a quella sconfitta, se il risultato finale è stato di 3-2 sono stati assegnati 2 punti alla squadra vincente e 1 a quella sconfitta.
L'ordine del posizionamento in classifica è stato definito in base a:
- Numero di partite vinte;
- Punti;
- Ratio dei set vinti/persi;
- Ratio dei punti realizzati/subiti;
- Risultati degli scontri diretti.

## Squadre partecipanti
| - Austria - Azerbaigian - Bosnia ed Erzegovina - Cipro - Croazia - Danimarca - Fær Øer - Finlandia | - Georgia - Grecia - Islanda - Israele - Lettonia - Montenegro - Norvegia - Portogallo | - Rep. Ceca - Romania - Slovacchia - Slovenia - Spagna - Svizzera - Ucraina - Ungheria |

## Torneo
| Girone A | Girone B   | Girone C   | Girone D    | Girone E   |
| -------- | ---------- | ---------- | ----------- | ---------- |
| Croazia  | Finlandia  | Cipro      | Austria     | Danimarca  |
| Fær Øer  | Islanda    | Portogallo | Azerbaigian | Lettonia   |
| Israele  | Montenegro | Ucraina    | Georgia     | Slovacchia |
| Romania  | Rep. Ceca  | Ungheria   | Slovenia    | Spagna     |

| Girone F             |
| -------------------- |
| Bosnia ed Erzegovina |
| Grecia               |
| Norvegia             |
| Svizzera             |

### Girone A

#### Risultati
| 21 agosto 2022 Dvorana Gradski Vrt, Osijek Durata: 0h:54 - Spettatori: 520        | Croazia | 3 - 0 | Fær Øer | 25-8, 25-10, 25-15                |
| 20 agosto 2022 Sala Polivalentă, Piatra Neamț Durata: 1h:12 - Spettatori: 400     | Romania | 3 - 0 | Israele | 25-16, 25-13, 25-10               |
| 24 agosto 2022 Enerbox Sport Palace, Hadera Durata: 2h:15 - Spettatori: 250       | Israele | 1 - 3 | Croazia | 28-26, 20-25, 29-31, 16-25        |
| 24 agosto 2022 Tórshavnar Ittrottar, Tórshavn Durata: 1h:00 - Spettatori: 90      | Fær Øer | 0 - 3 | Romania | 18-25, 10-25, 11-25               |
| 28 agosto 2022 Dvorana Gradski Vrt, Osijek Durata: 1h:39 - Spettatori: 900        | Croazia | 3 - 1 | Romania | 25-27, 25-21, 25-20, 25-17        |
| 27 agosto 2022 Enerbox Sport Palace, Hadera Durata: 1h:09 - Spettatori: 140       | Israele | 3 - 0 | Fær Øer | 25-12, 25-15, 25-16               |
| 4 settembre 2022 Tórshavnar Ittrottar, Tórshavn Durata: 1h:00 - Spettatori: 160   | Fær Øer | 0 - 3 | Israele | 9-25, 11-25, 15-25                |
| 3 settembre 2022 Sala Polivalentă, Piatra Neamț Durata: 1h:42 - Spettatori: 1 250 | Romania | 3 - 1 | Croazia | 19-25, 25-21, 25-19, 25-18        |
| 7 settembre 2022 Dvorana Gradski Vrt, Osijek Durata: 2h:15 - Spettatori: 1 000    | Croazia | 3 - 2 | Israele | 25-22, 22-25, 23-25, 26-24, 15-9  |
| 7 settembre 2022 Sala Polivalentă, Piatra Neamț Durata: 1h:00 - Spettatori: 215   | Romania | 3 - 0 | Fær Øer | 25-13, 25-6, 25-15                |
| 11 settembre 2022 Tórshavnar Ittrottar, Tórshavn Durata: 0h:56 - Spettatori: 111  | Fær Øer | 0 - 3 | Croazia | 10-25, 6-25, 13-25                |
| 11 settembre 2022 Enerbox Sport Palace, Hadera Durata: 2h:04 - Spettatori: 230    | Israele | 2 - 3 | Romania | 25-22, 15-25, 21-25, 25-23, 10-15 |

#### Classifica
| Pos. | Squadra | Pt | G | V | P | SV | SP | Ratio | PF  | PS  | Ratio |
| ---- | ------- | -- | - | - | - | -- | -- | ----- | --- | --- | ----- |
| 1.   | Romania | 14 | 6 | 5 | 1 | 16 | 6  | 2,667 | 514 | 391 | 1,315 |
| 2.   | Croazia | 14 | 6 | 5 | 1 | 16 | 7  | 2,286 | 551 | 439 | 1,255 |
| 3.   | Israele | 8  | 6 | 2 | 4 | 11 | 12 | 0,917 | 483 | 481 | 1,004 |
| 4.   | Fær Øer | 0  | 6 | 0 | 6 | 0  | 18 | 0,000 | 213 | 450 | 0,473 |

      Qualificata al campionato europeo 2023.

### Girone B

#### Risultati
| 20 agosto 2022 Sportovní hala Mír, Tábor Durata: 1h:05 - Spettatori: 700           | Rep. Ceca  | 3 - 0 | Islanda    | 25-14, 25-5, 25-17         |
| 21 agosto 2022 Sportski centar Ada, Pljevlja Durata: 1h:40 - Spettatori: 990       | Montenegro | 1 - 3 | Finlandia  | 25-23, 12-25, 14-25, 24-26 |
| 24 agosto 2022 Seinäjoki Areena, Seinäjoki Durata: 1h:26 - Spettatori: 1 850       | Finlandia  | 0 - 3 | Rep. Ceca  | 24-26, 20-25, 23-25        |
| 7 settembre 2022 Íþróttahúsið Digranes, Kópavogur Durata: 1h:15 - Spettatori: 150  | Islanda    | 0 - 3 | Montenegro | 23-25, 20-25, 11-25        |
| 27 agosto 2022 Sportovní hala Mír, Tábor Durata: 1h:14 - Spettatori: 800           | Rep. Ceca  | 3 - 0 | Montenegro | 25-14, 25-17, 25-21        |
| 27 agosto 2022 Salohalli, Salo Durata: 1h:07 - Spettatori: 656                     | Finlandia  | 3 - 0 | Islanda    | 25-19, 25-16, 25-13        |
| 3 settembre 2022 Íþróttahúsið Digranes, Kópavogur Durata: 1h:04 - Spettatori: 250  | Islanda    | 0 - 3 | Finlandia  | 15-25, 12-25, 19-25        |
| 4 settembre 2022 Sportski centar Ada, Pljevlja Durata: 1h:47 - Spettatori: 900     | Montenegro | 1 - 3 | Rep. Ceca  | 14-25, 26-24, 22-25, 14-25 |
| 7 settembre 2022 Sportovní hala Mír, Tábor Durata: 1h:20 - Spettatori: 1 000       | Rep. Ceca  | 3 - 0 | Finlandia  | 25-19, 25-18, 25-21        |
| 24 agosto 2022 Sportski centar Ada, Pljevlja Durata: 1h:01 - Spettatori: 900       | Montenegro | 3 - 0 | Islanda    | 25-7, 25-18, 25-17         |
| 11 settembre 2022 Íþróttahúsið Digranes, Kópavogur Durata: 0h:59 - Spettatori: 150 | Islanda    | 0 - 3 | Rep. Ceca  | 15-25, 10-25, 8-25         |
| 10 settembre 2022 Motonet Areena, Joensuu Durata: 1h:51 - Spettatori: 1 234        | Finlandia  | 3 - 1 | Montenegro | 25-17, 25-20, 27-29, 25-18 |

#### Classifica
| Pos. | Squadra    | Pt | G | V | P | SV | SP | Ratio  | PF  | PS  | Ratio |
| ---- | ---------- | -- | - | - | - | -- | -- | ------ | --- | --- | ----- |
| 1.   | Rep. Ceca  | 18 | 6 | 6 | 0 | 18 | 1  | 18,000 | 475 | 322 | 1,475 |
| 2.   | Finlandia  | 12 | 6 | 4 | 2 | 12 | 8  | 1,500  | 476 | 404 | 1,178 |
| 3.   | Montenegro | 6  | 6 | 2 | 4 | 9  | 12 | 0,750  | 437 | 471 | 0,928 |
| 4.   | Islanda    | 0  | 6 | 0 | 6 | 0  | 18 | 0,000  | 259 | 450 | 0,576 |

      Qualificata al campionato europeo 2023.

### Girone C

#### Risultati
| 20 agosto 2022 Sportovní hala Klimeška, Kutná Hora Durata: 1h:07 - Spettatori: 55              | Ucraina    | 3 - 0 | Cipro      | 25-17, 25-14, 25-9                |
| 20 agosto 2022 Pavilhão Municipal Santo Tirso, Santo Tirso Durata: 1h:12 - Spettatori: 650     | Portogallo | 0 - 3 | Ungheria   | 18-25, 18-25, 14-25               |
| 24 agosto 2022 Riz Levente Sport, Budapest Durata: 1h:25 - Spettatori: 700                     | Ungheria   | 2 - 3 | Ucraina    | 25-23, 16-25, 16-25, 28-26, 12-15 |
| 24 agosto 2022 Palazzetto dello sport Eleftheria, Nicosia Durata: 1h:18 - Spettatori: 400      | Cipro      | 0 - 3 | Portogallo | 11-25, 22-25, 20-25               |
| 28 agosto 2022 Sportovní hala Mír, Tábor Durata: 1h:18 - Spettatori: 100                       | Ucraina    | 3 - 0 | Portogallo | 25-17, 25-21, 25-8                |
| 27 agosto 2022 Riz Levente Sport, Budapest Durata: 1h:07 - Spettatori: 150                     | Ungheria   | 3 - 0 | Cipro      | 25-13, 25-10, 25-17               |
| 3 settembre 2022 Palazzetto dello sport Eleftheria, Nicosia Durata: 1h:03 - Spettatori: 100    | Cipro      | 0 - 3 | Ungheria   | 13-25, 19-25, 7-25                |
| 4 settembre 2022 Pavilhão Municipal Santo Tirso, Santo Tirso Durata: 1h:13 - Spettatori: 1 090 | Portogallo | 0 - 3 | Ucraina    | 21-25, 16-25, 12-25               |
| 7 settembre 2022 Sportovní hala Klimeška, Kutná Hora Durata: 2h:26 - Spettatori: 70            | Ucraina    | 3 - 0 | Ungheria   | 25-16, 25-15, 25-16               |
| 7 settembre 2022 Pavilhão Municipal Santo Tirso, Santo Tirso Durata: 1h:03 - Spettatori: 422   | Portogallo | 3 - 0 | Cipro      | 25-16, 25-10, 25-13               |
| 10 settembre 2022 Palazzetto dello sport Eleftheria, Nicosia Durata: 1h:05 - Spettatori: 120   | Cipro      | 0 - 3 | Ucraina    | 15-25, 14-25, 17-25               |
| 10 settembre 2022 Városi Sportcsarnok, Békéscsaba Durata: 1h:12 - Spettatori: 1 600            | Ungheria   | 3 - 0 | Portogallo | 25-16, 25-17, 25-17               |

#### Classifica
| Pos. | Squadra    | Pt | G | V | P | SV | SP | Ratio | PF  | PS  | Ratio |
| ---- | ---------- | -- | - | - | - | -- | -- | ----- | --- | --- | ----- |
| 1.   | Ucraina    | 17 | 6 | 6 | 0 | 18 | 2  | 9,000 | 489 | 325 | 1,505 |
| 2.   | Ungheria   | 13 | 6 | 4 | 2 | 14 | 6  | 2,333 | 444 | 368 | 1,207 |
| 3.   | Portogallo | 6  | 6 | 2 | 4 | 6  | 12 | 0,500 | 345 | 392 | 0,880 |
| 4.   | Cipro      | 0  | 6 | 0 | 6 | 0  | 18 | 0,000 | 257 | 450 | 0,571 |

      Qualificata al campionato europeo 2023.

### Girone D

#### Risultati
| 10 settembre 2022 Športna Dvorana Ljudski Vrt, Maribor Durata: 1h:04 - Spettatori: 200 | Slovenia    | 3 - 0 | Georgia     | 25-18, 25-16, 25-20              |
| 28 agosto 2022 Palazzetto dello sport A.Y.S., Baku Durata: 1h:10 - Spettatori: 980     | Azerbaigian | 3 - 0 | Austria     | 25-19, 25-19, 25-13              |
| 24 agosto 2022 Raiffeisen Sportpark, Graz Durata: 2h:02 - Spettatori: 756              | Austria     | 2 - 3 | Slovenia    | 17-25, 25-14, 19-25, 29-27, 9-15 |
| 24 agosto 2022 New Volleyball Arena, Tbilisi Durata: 0h:56 - Spettatori: 370           | Georgia     | 0 - 3 | Azerbaigian | 14-25, 14-25, 7-25               |
| 7 settembre 2022 Športna Dvorana Ljudski Vrt, Maribor Durata: 1h:34 - Spettatori: 100  | Slovenia    | 3 - 1 | Azerbaigian | 25-16, 25-18, 19-25, 25-15       |
| 7 settembre 2022 Sportmittelschule Linz, Linz Durata: 1h:02 - Spettatori: 453          | Austria     | 3 - 0 | Georgia     | 25-10, 25-19, 25-16              |
| 3 settembre 2022 New Volleyball Arena, Tbilisi Durata: 1h:11 - Spettatori: 425         | Georgia     | 0 - 3 | Austria     | 17-25, 18-25, 18-25              |
| 3 settembre 2022 Palazzetto dello sport A.Y.S., Baku Durata: 1h:36 - Spettatori: 600   | Azerbaigian | 1 - 3 | Slovenia    | 11-25, 25-19, 18-25, 21-25       |
| 20 agosto 2022 Dvorana Tabor, Maribor Durata: 1h:25 - Spettatori: 700                  | Slovenia    | 3 - 0 | Austria     | 25-21, 25-12, 28-26              |
| 20 agosto 2022 Palazzetto dello sport A.Y.S., Baku Durata: 1h:12 - Spettatori: 616     | Azerbaigian | 3 - 0 | Georgia     | 28-26, 25-11, 25-20              |
| 27 agosto 2022 New Volleyball Arena, Tbilisi Durata: 1h:06 - Spettatori: 270           | Georgia     | 0 - 3 | Slovenia    | 17-25, 12-25, 23-25              |
| 10 settembre 2022 Multiversum Schwechat, Schwechat Durata: 1h:40 - Spettatori: 516     | Austria     | 1 - 3 | Azerbaigian | 14-25, 20-25, 25-23, 15-25       |

#### Classifica
| Pos. | Squadra     | Pt | G | V | P | SV | SP | Ratio | PF  | PS  | Ratio |
| ---- | ----------- | -- | - | - | - | -- | -- | ----- | --- | --- | ----- |
| 1.   | Slovenia    | 17 | 6 | 6 | 0 | 18 | 4  | 4,500 | 522 | 413 | 1,264 |
| 2.   | Azerbaigian | 12 | 6 | 4 | 2 | 14 | 7  | 2,000 | 475 | 405 | 1,173 |
| 3.   | Austria     | 7  | 6 | 2 | 4 | 9  | 12 | 0,750 | 433 | 455 | 0,952 |
| 4.   | Georgia     | 0  | 6 | 0 | 6 | 0  | 18 | 0,000 | 296 | 453 | 0,653 |

      Qualificata al campionato europeo 2023.

### Girone E

#### Risultati
| 20 agosto 2022 Aréna Poprad, Poprad Durata: 1h:11 - Spettatori: 375                    | Slovacchia | 3 - 0 | Lettonia   | 25-10, 25-12, 25-21               |
| 20 agosto 2022 Lillebeltshallen, Middelfart Durata: 1h:07 - Spettatori: 215            | Danimarca  | 0 - 3 | Spagna     | 17-25, 16-25, 19-25               |
| 24 agosto 2022 Palacio de Deportes de Gijón, Gijón Durata: 1h:47 - Spettatori: 1 600   | Spagna     | 3 - 1 | Slovacchia | 25-23, 25-18, 13-25, 25-15        |
| 24 agosto 2022 Zemgales Olimpiskais centrs, Jelgava Durata: 2h:05 - Spettatori: 450    | Lettonia   | 3 - 2 | Danimarca  | 25-21, 25-23, 17-25, 20-25, 16-14 |
| 27 agosto 2022 Aréna Poprad, Poprad Durata: 0h:59 - Spettatori: 600                    | Slovacchia | 3 - 0 | Danimarca  | 25-8, 25-13, 25-13                |
| 27 agosto 2022 Complejo Deportivo Avilés, Avilés Durata: 1h:37 - Spettatori: 850       | Spagna     | 3 - 1 | Lettonia   | 25-17, 25-15, 22-25, 25-20        |
| 4 settembre 2022 Olimpiskais sporta centrs, Riga Durata: 1h:02 - Spettatori: 600       | Lettonia   | 0 - 3 | Spagna     | 14-25, 15-25, 16-25               |
| 4 settembre 2022 Spar Nord Arena, Køge Durata: 1h:05 - Spettatori: 160                 | Danimarca  | 0 - 3 | Slovacchia | 20-25, 14-25, 8-25                |
| 7 settembre 2022 Aréna Poprad, Poprad Durata: 1h:25 - Spettatori: 2 250                | Slovacchia | 3 - 0 | Spagna     | 27-25, 25-13, 25-21               |
| 7 settembre 2022 Spar Nord Arena, Køge Durata: 1h:18 - Spettatori: 112                 | Danimarca  | 3 - 0 | Lettonia   | 25-17, 25-17, 26-24               |
| 11 settembre 2022 Olimpiskais sporta centrs, Riga Durata: 0h:59 - Spettatori: 400      | Lettonia   | 0 - 3 | Slovacchia | 10-25, 14-25, 9-25                |
| 11 settembre 2022 Pabellón Pedro Ferrándiz, Alicante Durata: 1h:19 - Spettatori: 4 300 | Spagna     | 3 - 0 | Danimarca  | 25-16, 25-21, 25-22               |

#### Classifica
| Pos. | Squadra    | Pt | G | V | P | SV | SP | Ratio | PF  | PS  | Ratio |
| ---- | ---------- | -- | - | - | - | -- | -- | ----- | --- | --- | ----- |
| 1.   | Slovacchia | 15 | 6 | 5 | 1 | 16 | 3  | 5,333 | 458 | 299 | 1,532 |
| 2.   | Spagna     | 15 | 6 | 5 | 1 | 15 | 5  | 3,000 | 469 | 391 | 1,199 |
| 3.   | Danimarca  | 4  | 6 | 1 | 5 | 5  | 15 | 0,333 | 371 | 461 | 0,805 |
| 4.   | Lettonia   | 2  | 6 | 1 | 5 | 4  | 17 | 0,235 | 359 | 506 | 0,709 |

      Qualificata al campionato europeo 2023.

### Girone F

#### Risultati
| 20 agosto 2022 Centro sportivo nazionale Mikra, Kalamaria Durata: 1h:21 - Spettatori: 800     | Grecia               | 3 - 0 | Svizzera             | 25-17, 26-24, 25-23        |
| 9 settembre 2022 SD Goran Čengić, Sarajevo Durata: 0h:57 - Spettatori: 1 050                  | Norvegia             | 0 - 3 | Bosnia ed Erzegovina | 8-25, 6-25, 14-25          |
| 24 agosto 2022 SD Goran Čengić, Sarajevo Durata: 1h:12 - Spettatori: 1 040                    | Bosnia ed Erzegovina | 0 - 3 | Grecia               | 13-25, 20-25, 19-25        |
| 24 agosto 2022 Betoncoupe Arena, Schönenwerd Durata: 0h:57 - Spettatori: 750                  | Svizzera             | 3 - 0 | Norvegia             | 25-10, 25-9, 25-21         |
| 27 agosto 2022 Centro sportivo nazionale Mikra, Kalamaria Durata: 1h:04 - Spettatori: 1 200   | Grecia               | 3 - 0 | Norvegia             | 25-12, 25-16, 25-11        |
| 27 agosto 2022 SD Goran Čengić, Sarajevo Durata: 1h:40 - Spettatori: 1 000                    | Bosnia ed Erzegovina | 3 - 1 | Svizzera             | 25-19, 25-20, 26-28, 25-23 |
| 3 settembre 2022 Betoncoupe Arena, Schönenwerd Durata: 1h:45 - Spettatori: 950                | Svizzera             | 1 - 3 | Bosnia ed Erzegovina | 25-22, 22-25, 11-25, 25-27 |
| 3 settembre 2022 Tromsøhallen, Tromsø Durata: 1h:05 - Spettatori: 485                         | Norvegia             | 0 - 3 | Grecia               | 7-25, 11-25, 20-25         |
| 7 settembre 2022 Centro sportivo nazionale Mikra, Kalamaria Durata: 1h:22 - Spettatori: 1 000 | Grecia               | 0 - 3 | Bosnia ed Erzegovina | 21-25, 22-25, 20-25        |
| 7 settembre 2022 Tromsøhallen, Tromsø Durata: 1h:06 - Spettatori: 476                         | Norvegia             | 0 - 3 | Svizzera             | 18-25, 17-25, 20-25        |
| 11 settembre 2022 Betoncoupe Arena, Schönenwerd Durata: 1h:44 - Spettatori: 700               | Svizzera             | 3 - 1 | Grecia               | 31-29, 23-25, 25-16, 25-15 |
| 10 settembre 2022 SD Goran Čengić, Sarajevo Durata: 1h:06 - Spettatori: 1 075                 | Bosnia ed Erzegovina | 3 - 0 | Norvegia             | 25-17, 25-19, 25-12        |

#### Classifica
| Pos. | Squadra              | Pt | G | V | P | SV | SP | Ratio | PF  | PS  | Ratio |
| ---- | -------------------- | -- | - | - | - | -- | -- | ----- | --- | --- | ----- |
| 1.   | Bosnia ed Erzegovina | 15 | 6 | 5 | 1 | 15 | 5  | 3,000 | 477 | 387 | 1,233 |
| 2.   | Grecia               | 12 | 6 | 4 | 2 | 13 | 6  | 2,167 | 449 | 372 | 1,207 |
| 3.   | Svizzera             | 9  | 6 | 3 | 3 | 11 | 10 | 1,100 | 491 | 456 | 1,077 |
| 4.   | Norvegia             | 0  | 6 | 0 | 6 | 0  | 18 | 0,000 | 248 | 450 | 0,551 |

      Qualificata al campionato europeo 2023.

## Verdetti
| Squadra              | Rosa | Posizione       |
| -------------------- | --- | --------------- |
| Azerbaigian          | 3 Ruban, 5 O. Əliyeva, 6 Əbdüləzimova, 7 Charčenko, 8 Kondratyeva, 9 Bashnakova, 10 Mertsalova, 11 Kərimova, 14 Besman, 16 Karimova, 18 Alishanova, 19 B. Əliyeva, 20 Stepanenko, 22 Kirilyuk, CT Yusubov | 2ª nel girone D |
| Bosnia ed Erzegovina | 1 Paradžik, 2 Dragutinović, 3 Božić, 4 Brašnić, 6 Glibić, 7 Radišković, 9 Stevanović, 12 Ivković, 13 Biberdžić, 14 Klopić, 15 Marković, 16 Babić, 17 Bošković, 24 Pavlović, CT Ljubičić | 1ª nel girone F |
| Croazia              | 2 Grbavica, 3 Strunjak, 4 Butigan, 6 Perić, 7 Miloš, 9 Mlinar, 10 Karatović, 11 Dumančić, 12 Marković, 13 Fabris, 14 Šamadan, 16 Deak, 19 Štimac, 20 Tomić, CT Akbaş | 2ª nel girone A |
| Finlandia            | 3 Rekola, 4 Jalonen, 5 Kokkonen, 6 Kosonen, 7 Riikilä, 8 Alanko, 9 Ylivainio, 10 Hujanen, 12 Korhonen, 14 Laakkonen, 15 Öhman, 16 Laaksonen, 17 Häkkinen, 20 Bjärregård-Madsen, 21 Andrikopoulou, CT Kangasniemi | 2ª nel girone B |
| Grecia               | 3 Kosma, 4 Kōnstantinidou, 5 Nikologiannī, 6 Anthoulī, 9 Strantzalī, 12 Chantava, 13 M. Xanthopoulou, 15 Kelesidī, 17 Tontai, 18 P. Xanthopoulou, 20 Vlachakī, 21 Kyparissī, 23 Terzoglou, 24 Tsiogka, CT Abbondanza | 2ª nel girone F |
| Rep. Ceca            | 1 Kossanyiová, 2 Hodanová, 4 Orvošová, 8 Koulisiani, 9 Digrinová, 10 Valková, 11 Dostálová, 13 Pavlíková, 16 Mlejnková, 17 Faltínová, 18 Šimáňová, 19 Kojdová, 21 Baumruková, 23 Kopecká, 26 Blažková, CT Athanasopoulos | 1ª nel girone B |
| Romania              | 1 Ariton, 2 Vereș, 3 Buterez, 7 Străchinescu, 8 Radu, 9 Calota, 11 Matei, 13 Ciucu, 14 Roman, 15 Miclăuș, 19 Budăi-Ungureanu, 20 Popa, 21 Zadorojnai, 23 Postea, CT Hernández | 1ª nel girone A |
| Slovacchia           | 1 Abrhámová, 2 Koseková, 4 Herdová, 6 Palgutová, 7 Španková, 9 Smiešková, 11 Jančová, 12 Radosová, 13 Ovečková, 14 Hrušecká, 15 Fričová, 16 Kohútová, 18 Šunderlíková, 19 Körmendyová, 22 Žernovič, 23 Valentová, CT Mašek | 1ª nel girone E |
| Slovenia             | 2 Mazej, 3 Pogačar, 5 Eržen, 6 Milošič, 8 Zatkovič, 9 Šiftar, 10 Najdič, 11 Grbac, 12 Pucelj, 13 Boisa, 16 Grubišić Čabo, 17 Fijok, 18 Planinšec, 27 Milošič, CT Bonitta | 1ª nel girone D |
| Spagna               | 1 Priante, 2 Mavrommatis, 7 Pizà, 9 Aranda, 12 Varela, 13 Llabrés, 15 Prol, 16 Schlegel, 18 Jiménez, 22 Llorens, 23 Victory, 24 Bravo, 25 López, 28 Camino, CT Saurín | 2ª nel girone E |
| Ucraina              | 1 Milenko, 3 Lidjajeva, 5 Denysova, 6 Nemceva, 7 Rychljuk, 8 Rudyk, 10 Nud'ha, 13 Karas'ova, 14 Velykokon', 17 Chober, 18 Mel'nynčenko, 19 Artyšuk, 21 Dan'čak, 22 Majevs'ka, 23 Dymar, CT Petkov | 1ª nel girone C |
| Ungheria             | 1 Szakmáry, 2 Tóth, 4 Bagyinka, 6 Fábián, 7 Török, 9 Juhár, 10 Szűcs, 11 Papp, 12 Szedmák, 13 Németh, 14 Gyimes, 16 Petőváry, 18 Kiss, 19 Pintér, CT Vollmer | 2ª nel girone C |
| Austria              | 1 Holzinger, 3 Huber, 6 Mehić, 9 Trathnigg, 11 Chrtianska, 12 Deisl, 14 Schaberl, 15 Maroš, 16 Galić, 17 Schmit, 18 Nesimović, 19 Oberhauser, 23 Ubiparip, 27 Peischl, CT Schwab | 3ª nel girone D |
| Cipro                | 1 Riala, 2 Demetriou, 3 Tsoutsouki, 4 David, 5 E. Ioannou, 6 Christoforou, 7 S. Ioannou, 8 Dobrasinovic, 9 Prokopiou, 10 Chatzikonstanta, 11 Karakosta, 14 Pechlivani, 15 Kesta, 17 Chatzicharalambous, 18 Zembyla, CT Nikolakīs                                                                                                  | 4ª nel girone C |
| Danimarca            | 3 Lachenmeier, 5 Nielsen, 6 S. Hansen, 7 Brinck, 8 Møllgaard, 10 Breuning, 13 Stevnsborg, 14 D. Hansen, 15 C. Krogh, 16 Mogensen, 17 Elbæk, 18 F. Krogh, 19 Christensen, 20 Jørgensen, CT Lauridsen | 3ª nel girone E |
| Fær Øer              | 1 Biskopstø, 2 Johannessen, 3 Christiansdóttir, 4 Isaksen, 5 Samson, 6 Jacobsen, 7 Falkvard, 8 Arnhóldsdóttir, 9 Silvansdóttir, 10 Nagata, 11 Joensen, 12 Mortensen, 13 Larsen, 14 Ludvig, 15 Samuelsen, 16 Knudsen, CT Engell | 4ª nel girone A |
| Georgia              | 1 Gaprindashvili, 5 Katsitadze, 6 Sanadze, 7 Ulumbelashvili, 8 Beriashvili, 9 Diasamidze, 10 Mushkudiani, 12 Kobaidze, 14 Zhgenti, 17 Tchautchidze, 18 Lobzhanidze, 19 Tsertsvadze, 21 Kalandadze, 22 Chumburidze, CT Akhvlediani                                                                                                 | 4ª nel girone D |
| Islanda              | 2 þorvarðardóttir, 3 M. Einarsdóttir, 4 H. Stefánsdóttir, 5 Friðriksdóttir, 6 Karlsdóttir, 7 Arnarsdóttir, 8 V. Einarsdóttir, 9 Hadziredzepovic, 10 S. Stefánsdóttir, 11 Heimisdóttir, 12 Ragnarsdóttir, 13 Gunnarsdóttir, 14 Blöndal, 14 Lúðvíksdóttir, 15 T. Gretarsdóttir, 16 Þórarinsdóttir, 18 D. Grétarsdóttir, CT González | 4ª nel girone B |
| Israele              | 2 Aines, 3 Devash, 6 Hakas, 7 Gamanovich, 10 Malik, 11 Corrêa, 12 Zilberman, 14 Kimel, 16 Rome, 17 Cohen, 18 Kerschenbaum, 19 Benjamin, 20 Kopolovich, 22 Shir On, 24 Ganah, CT Galili | 3ª nel girone A |
| Lettonia             | 2 Ozola, 3 Ivanova, 5 Dambrehte, 7 Grundmane, 8 Dolotova, 9 Šimkuse, 10 Kramēna, 11 P. Nečiporuka, 12 Rīta, 13 Gerliņa, 16 Jurdža, 17 Vagele, 18 Reknere, 19 Leskinoviča, 21 Pridatko, 22 P. Nečiporuka, CT Capriotti | 4ª nel girone E |
| Montenegro           | 1 Bokan, 2 Tvrdišić, 3 Perović, 4 Cenović, 5 Šušić, 8 Madžgalj, 9 Labović, 10 Vuković, 11 Petranović, 14 Tuševljak, 15 Vukčević, 16 Petrović, 18 Budrak, 19 Đurović, 22 Dragović, CT Krunić | 3ª nel girone B |
| Norvegia             | 1 Kjosås, 3 Juliebø, 4 Skeie, 5 Gilje, 7 Thelle, 8 Johansen, 9 Aastebøl, 10 Lavickyte, 11 Håkstad, 13 Jensen Isachsen, 14 Åsmul, 15 Benninghoff, 16 Gundersen, CT Beijl | 4ª nel girone F |
| Portogallo           | 1 Cavalcanti, 2 Coelho, 3 M. Rodrigues, 5 de Oliveira, 6 Figueiras, 7 Durão, 9 Clemente, 11 Resende, 12 Moura, 13 Maia, 14 Rodrigues, 15 Kavalenka, 16 Lopes, 17 Gomes, CT Silva | 3ª nel girone C |
| Svizzera             | 3 Ammirati, 4 De Micheli, 5 Petitat, 6 Matter, 7 Pierret, 8 Sulser, 9 Wieland, 11 Storck, 13 Granvorka, 14 Künzler, 17 Hämmerli, 18 Wassner, 19 Schwarz, 21 Engel, CT Bertolacci | 3ª nel girone F |

|  | Qualificata al campionato europeo 2023. |